# Parc national Yacurí
Le parc national Yacurí (en espagnol : Parque Nacional Yacurí) est un parc national de l'Équateur, situé dans les provinces de Loja et Zamora-Chinchipe.
Il a été créé le 30 décembre 2009.

## Biodiversité
En termes de flore, le parc recense 32 espèces endémiques et 280 plantes vasculaires.
Concernant la faune, le parc abrite 18 espèces de mammifères, 111 espèces d'oiseaux et 11 espèces d'amphibiens.